# Brezje, Radovljica
Brezje este o localitate din comuna Radovljica, Slovenia, cu o populație de 493 de locuitori.